# Kevin Inkelaar
Kevin Inkelaar (8 de julho de 1997) é um ciclista neerlandês, membro da equipa Team Bahrain Victorious.

## Palmarés
- 2018
  - 1 etapa do Giro do Vale de Aosta[1]

- 2019
  - 1 etapa do Giro do Vale de Aosta

## Resultados em Grandes Voltas
| Corrida | Corrida         | 2018 | 2019 | 2020  | 2021 |
| ------- | --------------- | ---- | ---- | ----- | ---- |
|         | Giro d'Italia   | —    | —    | —     | —    |
|         | Tour de France  | —    | —    | —     | —    |
|         | Volta a Espanha | —    | —    | 138.º | —    |

—: não participa
Ab.: abandono

## Equipas
- Polartec-Kometa[2]  (2018)
- Roompot-Nederlandse Loterij stagiaire[3] (08.2018-12.2018)
- Groupama-FDJ continental (2019)
- Bahrain[4] (2020-)
  - Team Bahrain McLaren (2020)
  - Team Bahrain Victorious (2021-)